# Phường 2, thị xã Cai Lậy
Phường 2 là một phường thuộc thị xã Cai Lậy, tỉnh Tiền Giang, Việt Nam.

## Địa lý
Phường 2 nằm ở phần phía tây trung tâm thị xã Cai Lậy, có vị trí địa lý:
- Phía đông giáp Phường 1, Phường 3 và Phường 5 với ranh giới là sông Ba Rài
- Phía tây giáp huyện Cai Lậy
- Phía nam giáp xã Thanh Hòa
- Phía bắc giáp xã Tân Bình.

Phường 2 có diện tích 3,49 km², dân số năm 2013 là 5.416 người, mật độ dân số đạt 1.551 người/km².

## Hành chính
Phường 2 được chia thành 5 khu phố.

## Lịch sử
Phường 2 được thành lập vào ngày 26 tháng 12 năm 2013 trên cơ sở điều chỉnh 215,54 ha diện tích tự nhiên, 3.854 người của thị trấn Cai Lậy và 133,65 ha diện tích tự nhiên, 1.562 người của xã Tân Bình.
Sau khi thành lập, phường có 349,19 ha diện tích tự nhiên, dân số là 5.416 người.